# Districte de Şamaxı
Şamaxı (àzeri: Şamaxı), és un districte de l'Azerbaidjan amb el centre administratiu a la ciutat de Şamaxı. És el centre de la regió històrica de Xirvan.
La superfície és de 1.611 km² i la població de 85.308 habitants amb una densitat de 52,95 habitants per km².

## Galeria d'imatges

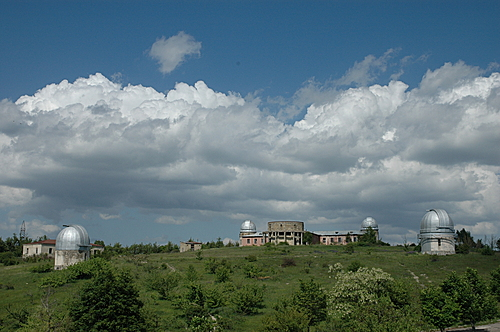
Observatori